# Darnell Boone
Darnell Boone (født 21. januar 1980 i Youngstown, Ohio, USA) er en amerikansk bokser i supermellemvægtdivisionen. 
Han største modstandere har været Curtis Stevens, Lajuan Simon, Jean Pascal, Enrique Ornelas og Andre Ward, som han alle har tabt til. Trods sine mange nederlag er han den eneste bokser der nogensinde har fået et knockdown på Andre Ward.